# Manchester (Iowa)
Manchester is een plaats (city) in de Amerikaanse staat Iowa, en valt bestuurlijk gezien onder Delaware County.

## Demografie
Bij de volkstelling in 2000 werd het aantal inwoners vastgesteld op 5257. In 2006 is het aantal inwoners door het United States Census Bureau geschat op 4996, een daling van 261 (-5,0%).

## Geografie
Volgens het United States Census Bureau beslaat de plaats een oppervlakte van 10,7 km², geheel bestaande uit land. Manchester ligt op ongeveer 321 m boven zeeniveau.

## Plaatsen in de nabije omgeving
De onderstaande figuur toont nabijgelegen plaatsen in een straal van 16 km rond Manchester.